# John Spencer (acteur)
John Spencer, pseudoniem van John Speshock Jr. (Paterson, New Jersey, 20 december 1946 - Los Angeles, 16 december 2005) was een Amerikaanse acteur die het best bekend was van zijn rol als Leo McGarry, de stafchef van het Witte Huis en kandidaat vicepresident voor de Democraten in de televisieserie The West Wing. In 2002 won hij voor deze rol een Emmy Award.
Hij begon zijn televisiecarrière in The Patty Duke Show en begin jaren 90 speelde hij als Tommy Mullaney in de serie L.A. Law.
Daarnaast speelde hij in speelfilms als The Rock, Sea of Love, Twilight en The Negotiator. In 2002 speelde hij in de theaterproductie The Exonerated.
Spencer overleed aan de gevolgen van een hartaanval in het ziekenhuis van Los Angeles, vier dagen voordat hij zijn negenenvijftigste verjaardag zou vieren.
Hij was enig kind en was nooit getrouwd.
In de serie The West Wing werd de dood van Spencer verwerkt door zijn personage Leo McGarry eveneens te laten overlijden. Martin Sheen spreekt in een kort in memoriam dat tijdens seizoen 7 werd uitgezonden de afscheidswoorden "Johnny, it seems we hardly knew you."